# Carpolestes simpsoni
Il Carpolestes simpsoni era una specie preistorica di Plesiadapiformi, considerati i primi mammiferi simili a primati ad apparire nella registrazione dei fossili del Paleocene. Il C. simpsoni possedeva dita prensili ma non aveva una visuale frontale.
Vissuto circa 56 milioni di anni fa e del peso di circa 100 grammi, il C. simpsoni mostra un adattamento alla vita arboricola. Come nelle altre specie di Carpolestes, la morfologia dentale del C. simpsoni era particolarmente adatta ad una dieta di frutta, semi e piccoli invertebrati.